# Paranoia (filme de 1977)
Paranoia é um filme brasileiro de 1977, dos gêneros drama e policial, dirigido por Antônio Calmon, com roteiro de Carlos Heitor Cony.

## Sinopse
Quatro assaltantes invadem uma residência familiar.

## Elenco[1]
- Norma Bengell .... Sílvia Riccelli
- Anselmo Duarte .... Marcelo Riccelli
- Paulo Villaça .... João
- Ana Maria Magalhães .... Lurdes
- Lucélia Santos .... Lúcia Riccelli
- Nuno Leal Maia .... Pimenta
- Neuza Borges .... Gracinha
- Bruno Barroso ... Bruno Riccelli
- Benê Silva .... Manuel
- Haroldo Botta .... jornaleiro
- Rofran Fernandes .... detetive
- Rubens de Araújo ... Naval